# Парламентские выборы в Сальвадоре (1960)
Парламентские выборы в Сальвадоре проходили 24 апреля 1960 года. Центральная избирательная комиссия дисквалифицировала оппозиционных кандидатов в 7 из 14 избирательных округов. В результате Революционная партия демократической унификации получила все 54 места парламента.

## Результаты
| Партия                                          | Голоса  | %    | Места | +/-   |
| ----------------------------------------------- | ------- | ---- | ----- | ----- |
| Революционная партия демократической унификации | 368 545 | 87,7 | 54    | 0     |
| Партия национального действия                   | 51 557  | 12,3 | 0     | новая |
| Недействительных/пустых бюллетеней              |         | -    | -     | -     |
| Всего                                           | 420 102 | 100  | 54    | 0     |
| Источник: Nohlen                                |         |      |       |       |